# 林荫道 (西姆拉)

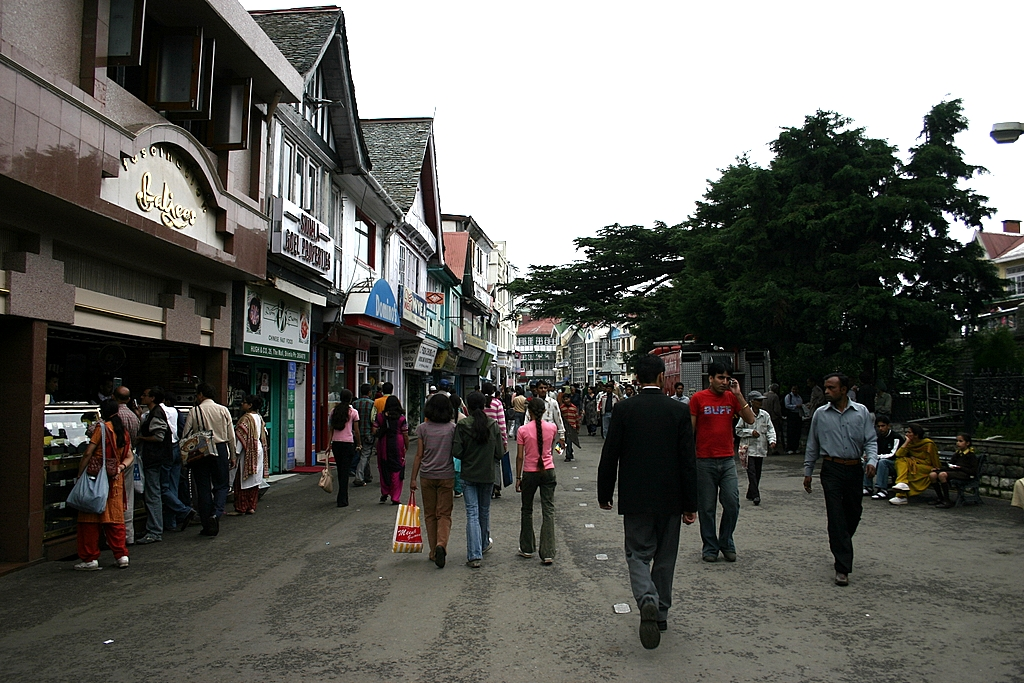
西姆拉林荫道

林荫道（Mall Road）是印度喜马偕尔邦首府西姆拉的主要休闲点和购物中心。林荫道建于大英帝国殖民统治时期，位于山脊（The Ridge）的下面一级。市政局、消防局和警察局的办公室都位于此。除紧急车辆外，汽车不允许在这条路上行驶。
林荫道有许多产品陈列室、百货公司、零售店、餐厅和咖啡馆。出售喜马偕尔邦手工艺品的市场也位于此，商品包括当地设计的羊毛服装、品牌服装、陶器、木器和珠宝。

## 景点

### 是非角

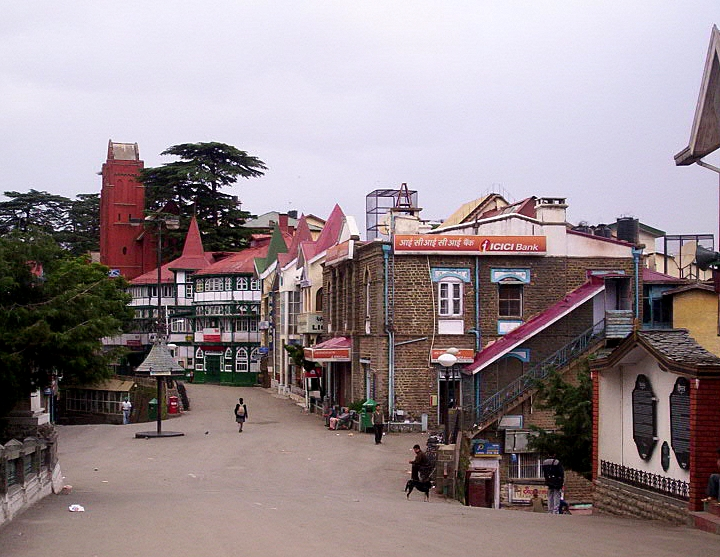
是非角

是非角（Scandal point）是林荫道与西侧的山脊路（Ridge road）交会的地点。这个名字源于一名英国女士与一位印度君主私奔引起的骚动。故事说伯蒂亚拉君主与英国总督的女儿私奔，导致英国当局禁止这位君主进入西姆拉。 于是他为自己建立了新的夏季首都 – 现在著名的山地度假胜地柴尔（Chail），距离西姆拉45公里。  今天这里最突出的特点是印度自由战士拉拉·拉伊帕特·雷（与丑闻没有关系）的雕像。是非角旁边是邮政总局。

### 市政厅

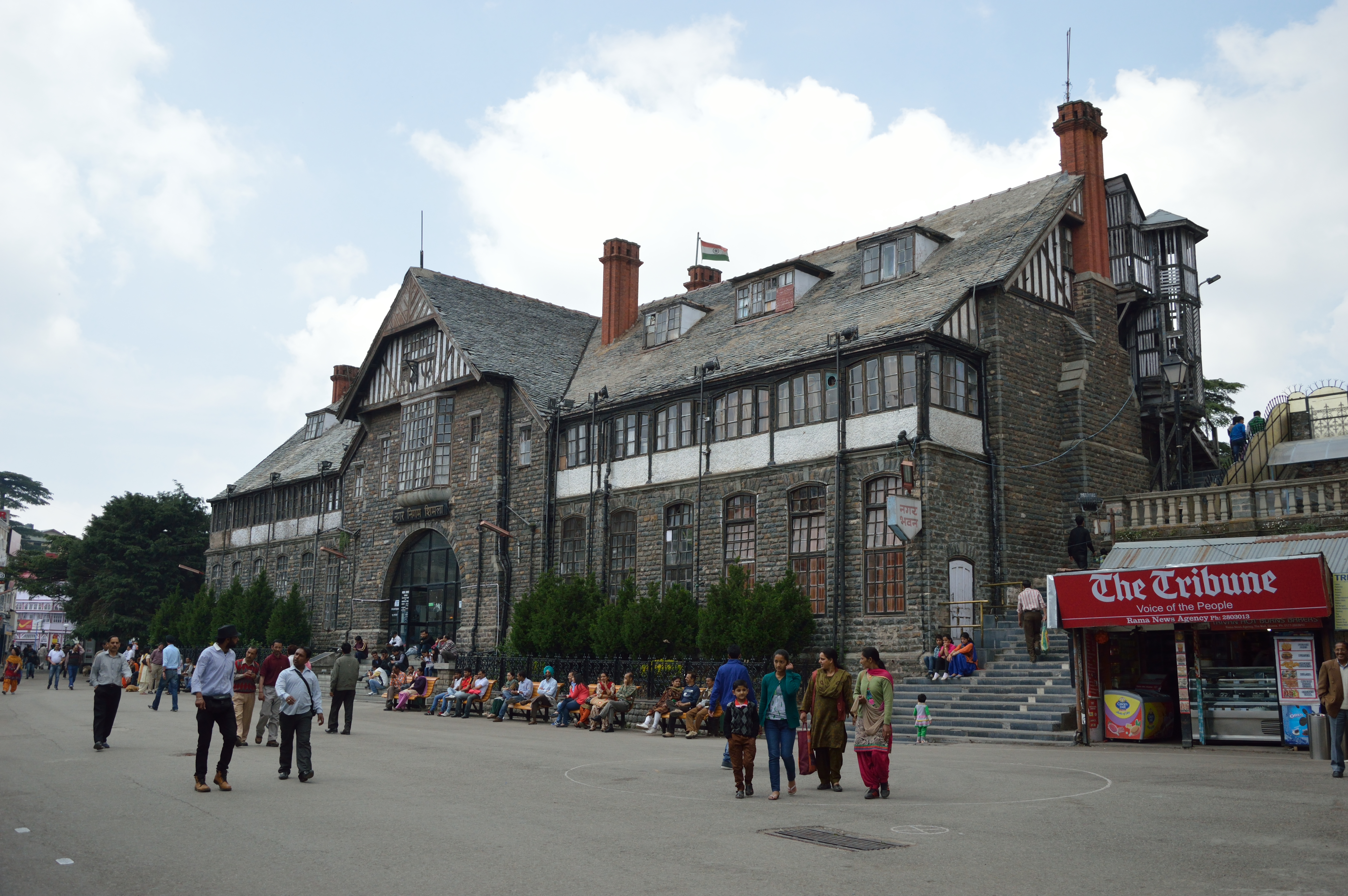

西姆拉市政厅由苏格兰建筑师詹姆斯·兰索姆建于1908年，它和周围的建筑，令人想起独立以前的时代。这栋建筑的大台阶和入口是描绘西姆拉林荫道的常见地点。2014年，开始修复其原来的外观，投资超过8亿卢比用于翻新这个殖民建筑奇迹。

### 时母庙
时母庙（Kali Bari temple）建于1845年由来到西姆拉的孟加拉人所建，他们原本在加尔各答（当时印度的首都）充当英国人的仆人。寺庙供奉女神时母。